# Pokonanie
Pokonanie (ang. penetration) – forma manewru taktycznego polegającą na szybkim i zdecydowanym ruchu wojsk w celu rozcięcia zgrupowań przeciwnika i wyjścia na jego tyły.
Pokonanie to działania zaczepne wojsk lądowych prowadzone w celu rozbicia broniącego się nieprzyjaciela. Odbywa się przez rozbicie przeciwnika drogą oddziaływania na jego wojska wszelkimi środkami rażenia, wykonanie  uderzeń wojsk lądowych i lotnictwa w celu rozczłonkowania jego zgrupowań przez wyjście na skrzydła i tyły oraz niszczenie częściami. Głównym czynnikiem zapewniającym pokonanie jest szybki i zdecydowany ruch wojsk w głąb ugrupowania nieprzyjaciela.
Pokonanie stosuje się w przypadku słabej, doraźnie przygotowanej obrony. Uderzenie wykonywane jest w wyznaczonym pasie natarcia, wojska przeciwnika są izolowane, rozbijane, a atakujący wychodzą na ich tyły i przechodzą do pościgu.  Niekiedy wojska pokonują obronę na szerokim froncie w ugrupowaniu przedbojowym.  Dzieje się to zazwyczaj w sytuacjach dynamicznych i przy stosowaniu powietrznolądowego charakteru natarcia.